# Warren (rivier)
De Warren is een rivier in de regio South West in West-Australië. De dorpen Manjimup en Pemberton zijn gelegen in het stroomgebied van de Warren. Gouverneur James Stirling vernoemde de rivier vermoedelijk naar admiraal Sir John Borlase Warren, onder wiens bevel hij in 1813 in Noord-Amerika diende.

## Geschiedenis
Voor de Europeanen het westen van Australië koloniseerden, woonden er Nyungah Aborigines in het stroomgebied van de Warren. De rivier werd ontdekt door luitenant William Preston van de Royal Navy in 1831. Preston leidde een expeditie per boot langs de zuidwestkust van Fremantle tot Albany. Zijn schip verging nabij Greenpoint en hij zag zich genoodzaakt over land van Albany naar Fremantle terug te keren. Preston was de schoonbroer van gouverneur Stirling. Edward Reveley Brockman was de eerste kolonist die zich langs de Warren vestigde. In 1862 bouwde hij de hofstede Warren House aan de oevers van de Warren en richtte er de Warren House Station op.

## Geografie
De Warren ontspringt in Tone State Forest ten westen van Strachan, 30 kilometer ten zuidoosten van Manjimup. Vanaf de samenvloeiing met de zijrivieren de Tone en de Perup stroomt de Warren in zuidwestelijke richting verder. De rivier kruist de South Western Highway en vloeit vervolgens door Warren State Forest, Greater Hawke, nationaal park D'Entrecasteaux en het natuurreservaat Dombakup om uit te monden in de Indische Oceaan nabij Coolyarbup. Ze wordt gevoed door de rivieren de Perup, de Yerraminnup, de Wilgarup en de Tone en de beken Quinninup, Lefroy en Dombakup.

## Verzilting
Voor het stroomgebied ontbost werd ten voordele van de landbouw werd een zoutgehalte opgemeten van 120–350 mg/l, waarbij <500 mg/l als zoetwater wordt beschouwd. Rond 1925 werden de sub-stroomgebieden van de Wilgarup-, Dombakup- en Lefroybeken ontbost in het kader van een Group Settlement Scheme. Verdere uitgebreide ontbossing in de jaren 1950/60 leidde tot verzilting van het rivierwater, waardoor het niet meer als zoetwater werd gezien. In 1978 werd aan de ontbossing in het stroomgebied van de Warren een grens gesteld vanwege de stijgende zoutwaarden in de rivier. Daaropvolgend werden de sub-stroomgebieden van de Perup en de Tone, omdat ze verantwoordelijk waren voor 60% van de aanvoer van zout in de rivier, herbebost. Het zoutgehalte in de Warren nam af. 35% van het stroomgebied is nog ontbost. De benedenloop van de Warren wordt als licht brak aanzien. Het meetstation nabij Barker Road mat tussen 1993 en 2002 een gemiddeld jaarlijks zoutgehalte van 990 mg/l. De Dombakupbeek wordt als zoetwater gezien.

## Droogte
De laatste decennia ontving het stroomgebied van de Warren door het veranderende klimaat minder regenval dan het langetermijngemiddelde. Om het water in het stroomgebied beter te kunnen beheren, zijn er een dertigtal meetpunten. In de meeste zijrivieren en beken van de Warren liggen dammen.
- Library of Congress Control Number: sh85145290
- Nationale Bibliotheek van Israël: 987007548754405171
- Virtual International Authority File: 315526668